# Tree of Life Web Project
Pour les articles homonymes, voir Tree of life.

Schéma d'arbre phylogénétique.

Le Tree of Life Web Project (pouvant se traduire de l'anglais par projet web d'arbre de la vie) est un projet collaboratif en ligne visant à donner de l'information sur la biodiversité et la phylogénie de la vie sur Terre. Lancé en 1995, il est actualisé par des biologistes du monde entier.
Les pages sont liées de manière hiérarchique selon la méthode cladistique, de manière arborescente donnant au site une forme d'« arbre de vie ».
En 2009, le projet, lié à l'Université de l'Arizona, connaît des difficultés financières. En conséquence, l'actualisation du site est beaucoup plus lente que par le passé.